# Burbank Challenger
Il Burbank Challenger è stato un torneo professionistico di tennis giocato su campi in cemento. Faceva parte dell'ATP Challenger Series. Si giocava annualmente a Burbank negli Stati Uniti.

## Albo d'oro

### Singolare
| Anno | Campione         | Finalista       | Punteggio     |
| ---- | ---------------- | --------------- | ------------- |
| 2004 | Kevin Kim (2)    | Robert Kendrick | 7–5, 1–6, 6–3 |
| 2003 | Non disputato    | Non disputato   | Non disputato |
| 2002 | Robby Ginepri    | Björn Rehnquist | 7–6(6), 6–1   |
| 2001 | Kevin Kim (1)    | Vince Spadea    | 6–2, 6–4      |
| 2000 | Andy Roddick     | Kevin Kim       | 6–1, 6–2      |
| 1999 | Cecil Mamiit (2) | Alex O'Brien    | 7–5, 6–3      |
| 1998 | Cecil Mamiit (1) | David Nainkin   | 7–6, 7–5      |
| 1997 | Andre Agassi     | Sargis Sargsian | 6–2, 6–1      |

### Doppio
| Anno | Campioni                          | Finalisti                       | Punteggio     |
| ---- | --------------------------------- | ------------------------------- | ------------- |
| 2004 | Nick Rainey Brian Wilson          | Prakash Amritraj Eric Taino     | 6–2, 6–3      |
| 2003 | Non disputato                     | Non disputato                   | Non disputato |
| 2002 | Björn Rehnquist Louis Vosloo      | Daniel Melo Iván Miranda        | 7–6(6), 6–1   |
| 2001 | Scott Humphries Chris Woodruff    | Jeff Coetzee Tuomas Ketola      | 7–5, 1–6, 6–4 |
| 2000 | Mark Merklein Mitch Sprengelmeyer | Bob Bryan Mike Bryan            | 7–6(5), 7–5   |
| 1999 | Mike Bryan (2) Bob Bryan (2)      | Scott Humphries Cecil Mamiit    | 7–6, 5–7, 6–1 |
| 1998 | Mike Bryan (1) Bob Bryan (1)      | David DiLucia Michael Sell      | 6–0, 7–6      |
| 1997 | Doug Flach Brian MacPhie          | George Bastl Patrik Gottesleben | 7–6, 6–4      |